# Gunnar Karlsson
Gunnar Henrik Karlsson, född 7 september 1924 i Norrköping, död 26 januari 1986 på Lidingö, var en svensk filmproducent och fotograf. Grundare av filmproduktionsbolaget GK-Film.
Karlsson arbetade efter studentexamen som fotograf hos bland annat FOA och Lennart Bernadotte. Han var med och lanserade dockorna Patrik och Putrik som belönade med Prix Jeunesse i München 1966. Han tilldelades även Chaplin-priset 1974 för filmen Dunderklumpen. Karlsson är begravd på Lidingö kyrkogård.

## Producent i urval
- 1974 – Dunderklumpen!
- 1968 – I huvet på en gammal gubbe
- 1964 – Skuggan
- 1963 – Ole dole doff